# موش شانه معمولی
موش شانه معمولی (نام علمی: Ctenodactylus gundi) نام یک گونه از سرده شانه‌موش‌ها است.